# 174364 Zakamska
174364 Zakamska è un asteroide della fascia principale. Scoperto nel 2002, presenta un'orbita caratterizzata da un semiasse maggiore pari a 2,7892196 UA e da un'eccentricità di 0,0946445, inclinata di 12,55508° rispetto all'eclittica.